# Pétrus Borel
Pour les articles homonymes, voir Borel.
Œuvres principales
- Madame Putiphar
- Champavert, contes immoraux

Pétrus Borel dit « le lycanthrope », né le 29 juin 1809 à Lyon, et mort le 17 juillet 1859 à Mostaganem (Algérie française), est un poète, traducteur et écrivain français.

## Biographie
Pétrus Borel est le frère d'André Borel d'Hauterive, bibliothécaire et auteur d'un Annuaire de la noblesse, qui s'efforça de prouver que les Borel descendaient d'une famille de la petite noblesse dauphinoise des environs de Briançon. Parmi ses autres frères et sœurs, on peut également signaler François-Victor Borel, éditeur sous le nom de Francisque, né à Lyon le 26 pluviôse an X, Benoît-François Borel, dit « Bénoni », né le 27 thermidor an XI, Françoise-Victoire Borel, née le 22 brumaire an XIII.

### Débuts
Pétrus Borel est le douzième des quatorze enfants d'André Borel, quincaillier, et de Magdeleine Victoire Garnaud. D'après Jules Claretie, son père avait combattu sous les ordres de Précy lors du siège de Lyon et avait dû se cacher en Suisse. En fait, né en 1765 au Grand-Villars de Jean-Aldéran Borel, marchand, et de Marguerite Garnaud, il s'installe à Lyon à la mort de ses parents, chez son oncle et curateur Pierre Garnaud, qui l'emploie dans son commerce de quincaillerie. Marié le 2 février 1790 en l'église collégiale de Saint-Nizier à sa cousine germaine Magdeleine-Pierrette-Victoire Garnaud, fille de son curateur et de Pierrette Ugenaud, il s'installe comme quincailler au no 24 de la rue des Quatre-Chapeaux. Pendant le soulèvement de Lyon contre la Convention nationale, il se mêle brièvement aux événements, s'exile peut-être après la prise de la ville, même si ce n'est guère probable, et certainement peu de temps. Le 16 novembre 1793, il est condamné à 560 livres d'amende par la Commission populaire de Lyon.
Le couple a quatorze enfants : Pierre-Victor, né le 5 avril 1791, au 24, rue des Quatre Chapeaux ; François Pierrette, née le 19 décembre 1792 ; Marguerite, née le 5 thermidor an II ; Joséphine-Françoise, née le 25 frimaire an IV ; Claudine-Mélanie, née le 13 floréal an V ; Lucrère-Mélanie, née le 11 brumaire an VII ; François, né 6 germinal an VIII ; François-Victor, dit Francisque, né le 26 pluviôse an X ; Benoît-François, dit Bénoni, né le 27 thermidor an XI ; François-Victoire, née le 22 brumaire an XIII ; François-André, né le 14 novembre 1806 ; Joseph-Pétrus, né le 29 juin 1809 ; Jean-Baptiste, né le 18 décembre 1810 ; André-François-Joseph, né le 3 juillet 1812.
En 1820, les Borel s'installent à Paris, au 10, rue Notre-Dame-de-Nazareth, comme marchands de sparterie. Pétrus suit l'enseignement du Petit séminaire de Sainte-Élisabeth, une école religieuse, et parfait son éducation auprès de l'abbé Marduel, qui le fait entrer au Petit séminaire de Saint-Roch. En 1828, il est secrétaire d'un architecte à Melun,, sa famille souhaitant qu'il s'initie à l'art architectural. Il fréquente l'atelier de l'architecte néo-classique Antoine-Martin Garnaud, rue de l’Abbaye, puis Bourlat. Établi à son propre compte dès 1829 après cinq ans d'apprentissage, il éprouve paradoxalement de grandes difficultés à s'intéresser à l'architecture de son temps, cultivant une passion puissante pour le Moyen Âge. Son style nouveau lui ayant valu quelques procès, il délaisse l'architecture pour s'adonner au dessin, donnant libre cours à son amour pour les formes et les couleurs, auprès d'Eugène Devéria, dont il devient l'ami. Mais il se rend vite compte qu'il n'est pas fait pour le dessin, et sa foi dans son mérite, son désir de s'imposer auprès des grands hommes de son temps, le poussent vers le journalisme en 1830. À partir de 1829, il appartient au Petit-Cénacle, qui réunit autour de Jehan Du Seigneur, Théophile Gautier, Gérard de Nerval, Philothée O'Neddy, Auguste Maquet, Joseph Bouchardy, Alphonse Brot et Napoléon Thomas, et dont il devient l'âme. Il se révèle, lors des Trois Glorieuses, farouche républicain, « faute, comme il le précisera lui-même plus tard, non sans humour, de pouvoir être caraïbe ». Après les Journées de juillet, il fréquente les réunions de la Société des Amis du Peuple.

### Le Lycanthrope

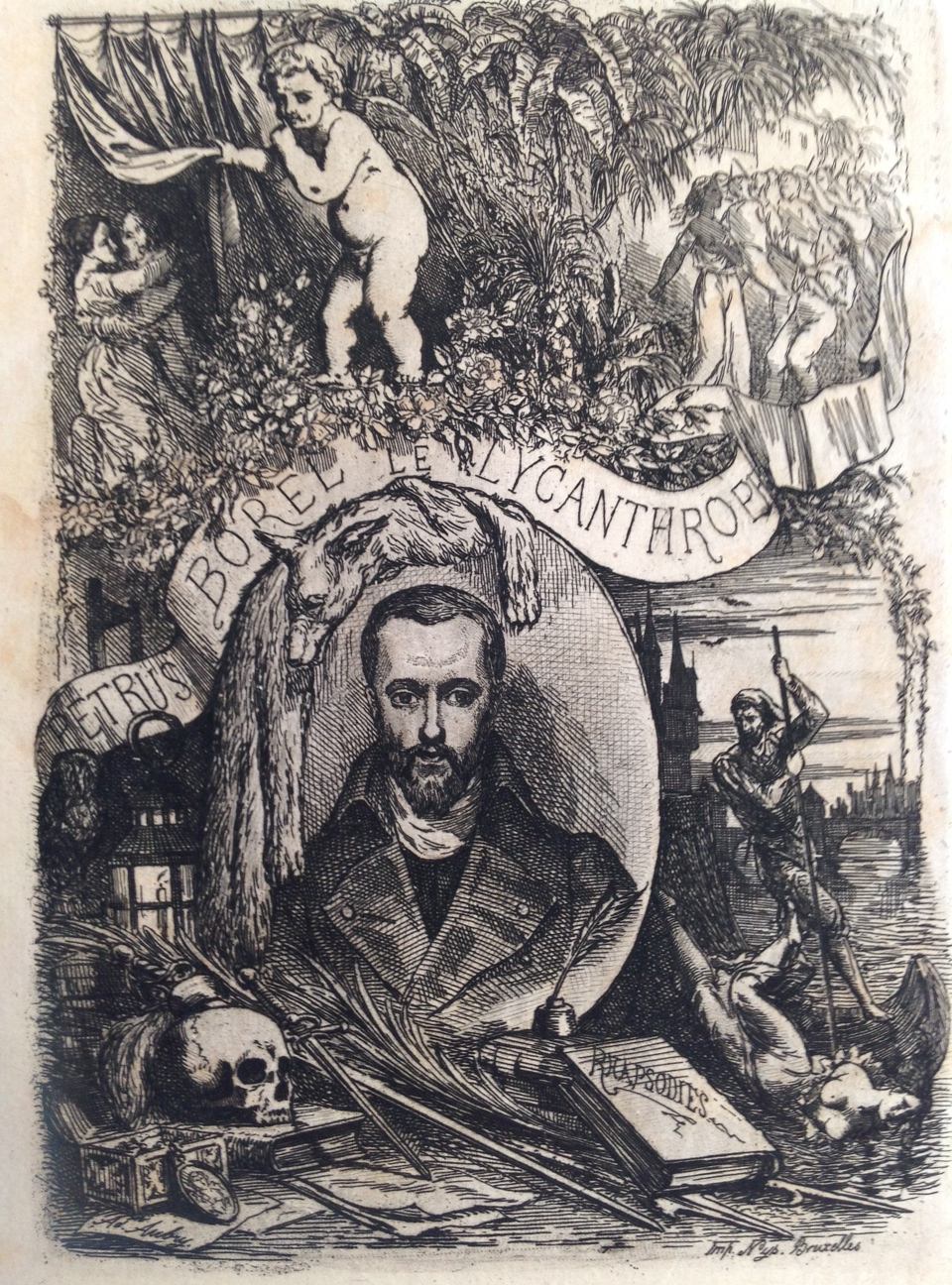
« Pétrus Borel, le lycanthrope », frontispice d'Adrien Aubry (1871).

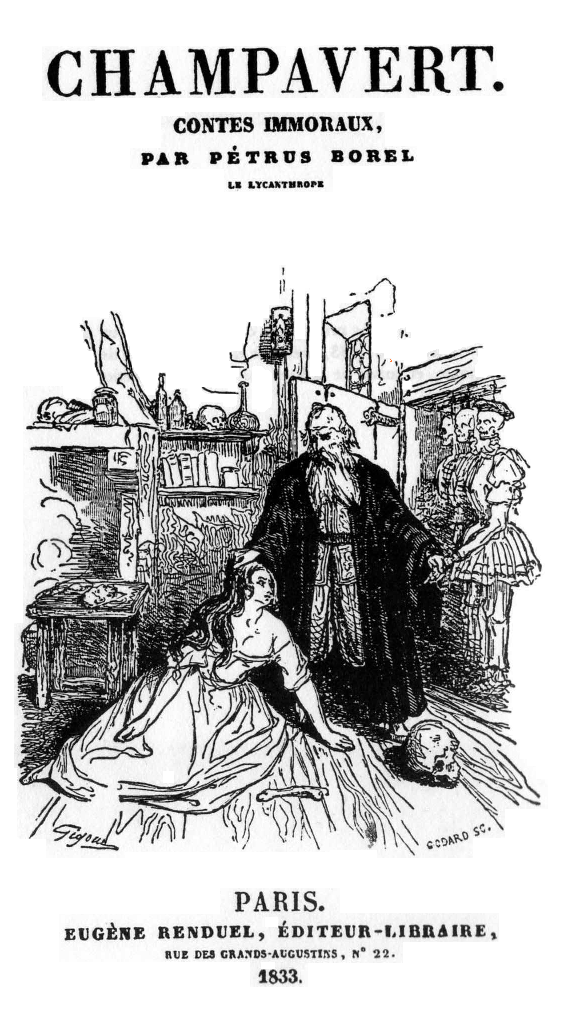
Champavert, contes immoraux, par « Pétrus Borel, le lycanthrope » (1833).

Tout en souffrant affreusement de la pauvreté, au point de se voir dans l'impossibilité de manger à sa faim (cf. son poème Misère), il s'affuble du surnom excentrique qui caractérise si bien son caractère tourmenté, et versifie à cœur joie. Le 25 février 1830, il assiste, à la demande de Victor Hugo, à la première d’Hernani, qu'il défend vigoureusement lors de la bataille homonyme.
Au printemps 1831, il est interné à Écouy pour défaut de passeport. Durant l'été, il tente avec ses amis du Petit-Cénacle l'expérience naturiste du Camp des Tartares dans une maison de la rue de Rochechouart, au bas de Montmartre. La même année, il publie des Stances sur les Blessures de l'Institut et Le Vieux capitaine dans l'Almanach des Muses, Barraou le charpentier, « légende antillaise » dans Le Mercure de France au XIXe siècle.
En janvier 1832, il publie son premier recueil de vers, intitulé Rhapsodies, mais aussi La Corse et Benoni dans l’Almanach des muses, et Heur et malheur dans les Annales romantiques. En 1833 paraît une compilation de nouvelles très particulières, Champavert, contes immoraux. En 1836 sort sa traduction du Robinson Crusoé de Daniel Defoe, si admirable qu'elle est encore éditée aujourd'hui. En 1839, ce sera Madame Putiphar, son grand roman, paru chez Ollivier en deux volumes. Le 3 juin, Jules Janin en donne un article hostile au Journal des débats. Il publie la même année Janiquette (23 juillet-24 juillet) dans La Presse et Yariko (10 octobre) dans Le Voleur.
À partir de 1834, il vit avec Marie-Antoinette Grangeret, veuve d'Augustin Claye. Au début de 1840, il s'installe avec elle et ses enfants, Gabrielle et Justus dans une ferme d'Asnières, près de la gare, qu'il appelle plaisamment « L'Auberge de l'Âne mort et de la Femme guillotinée », où de nombreux amis viennent le voir, parmi lesquels les peintres de la colonie de Bougival : Célestin Nanteuil, Baron, Français, les frères Leleux, ainsi que Gautier, O'Neddy, Fernand Boissard ou son frère André.
En 1841, il publie Le Gniaffe dans le tome IV des Français peints par eux-mêmes, Le Capitaine François de Civille (7 et 8 juin) dans Le Commerce. En 1842 paraît Miss Hazel (27 mars, 3 et 10 avril) dans L'Artiste et La Nonne de Peñaranda (juin) dans la Revue de Paris. En 1843, c'est Le Trésor de la Caverne d'Arcueil (avril) dans la Revue de Paris et Daphné (19, 20, 21 et 22 novembre) dans Le Messager des Chambres. En cette même année 1843 Gottfried Wolfgang — adaptation de l'Aventure d'un étudiant allemand (1824) de Washington Irving — rédigé en 1839 paraît dans La Sylphide. Alexandre Dumas s'en inspirera en 1849 pour sa Femme au Collier de velours,.
De retour à Paris en 1844, il prend, le 25 février, la direction de Satan, auparavant dirigé par son frère Francisque, et y donne de nombreux articles, notamment un Salon en six feuilletons du 17 mars au 15 mai. Il crée également la Revue pittoresque et son annexe L'Âne d'or, et publie trois sonnets (24 mai), Le Vert-Galant (6 octobre) et De la chaussure chez les anciens et chez les modernes (15 et 25 décembre) dans L'Artiste.
En 1845, il fréquente les bureaux de L'Artiste, dirigé par son ami Arsène Houssaye et le Divan Le Peletier en compagnie de Gautier, Nerval et Édouard Ourliac. Dans le même temps, il publie Mab Ivin de Roscof (1er et 15 avril) dans La Pandore, Sur l'amour (11 mai), Du général Marceau et de Clémence Isaure (25 mai), Pierre Bayle (10 août) et Alger et son avenir littéraire (29 novembre) dans L'Artiste. En septembre, il est rédacteur en chef du feuilleton de la Société générale de presse créée par Dutacq, qui n'a pas de suites.

### L'Algérien

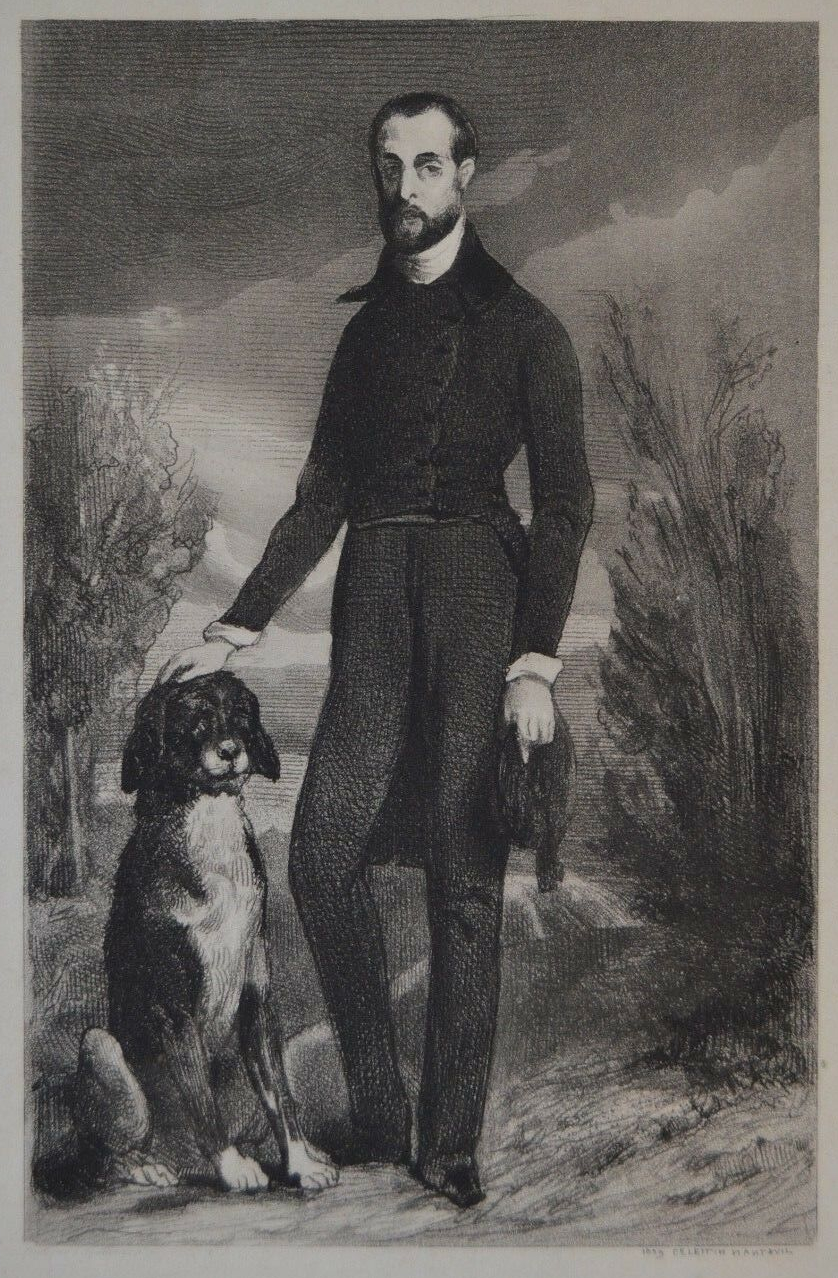
Pétrus Borel, par Célestin Nanteuil d'après Louis Boulanger, avec son chien qui devait mourir d'avoir trop longtemps partagé sa misère (André Breton, Anthologie de l'humour noir).

Bien que travaillant fort laborieusement, il ne parvient pas à subvenir à ses besoins. En 1845, Gautier, rentré d'un voyage en Algérie lui ayant suggéré d'entrer dans l'administration coloniale, il obtient l'appui d'Émile et Delphine de Girardin, amis de Bugeaud. Le 13 décembre, il est nommé inspecteur de la colonisation de 2e classe. Lassitude oblige, il accepte le poste, mais la presse républicaine se déchaîne contre lui, en particulier L'Esprit public et Le National d'Armand Marrast, qu'il provoque en duel.
En 1846, il publie Le Fou du roi de Suède (1er, 2 janvier et 3 janvier) et Mon ami Panturier (8 janvier et 9 janvier) dans Le Commerce, ainsi que Sur l'art (11 janvier) dans L'Artiste, avant de s'embarquer le 20 janvier à bord du Charlemagne à destination d'Alger. Débarqué le 25 janvier, il prend ses fonctions de secrétaire auprès du maréchal Bugeaud. Marie-Antoinette Claye, Gabrielle et Justus arrivent à leur tour le 25 juin et s'installent rue Darfour. À Alger, il publie Une représentation de Ruy Blas par des amateurs (11 mai) et La Science en Afrique (24 novembre) dans L'Akhbar.
Après la démission de Bugeaud, en juin 1847, Borel est nommé inspecteur de la colonisation à Mostaganem, le 19 juillet. Le 2 septembre, il se marie à Alger avec Gabrielle Claye, dite Béatrix, fille de sa maîtresse Marie-Antoinette Claye et d'Augustin Claye (mort en 1827), âgée de 19 ans, avant de prendre son poste à Mostaganem le 7 septembre. En octobre, Mme Claye achète un terrain sur lequel sera bâti petit à petit une maison baptisée « le Castel de Haute-Pensée » par Borel. Dans le même temps, il publie Un Anglais en Afrique (6-15 juillet), qui reprend Daphné, et Les Courses à Mostaganem (18 novembre) dans L'Akhbar.
Le 9 janvier 1848, paraît dans L'Artiste un texte attribué à Borel, Du Iugement publicque. Après la Révolution française de 1848 et la proclamation de la Deuxième République, L'Akhbar annonce le 11 avril sa candidature à la députation. Destitué le 12 juin 1848 par Frédéric Lacroix (1811-1863), directeur général des affaires civiles d'Alger, envoyé d'Armand Marrast, il vit chichement du produit de ses terres, adressant plusieurs demandes de réintégration au ministre de la Guerre durant l'année 1849. Le 15 décembre 1849, grâce à l'intervention du maréchal Bugeaud et du général Daumas, il est réintégré dans le corps des inspecteurs de la colonisation, mais envoyé dans le département de Constantine. Du 2 avril au 3 juillet 1850, il est chargé du pénitencier de Lambessa, alors en construction. En juillet, il écrit Le Voyageur qui raccommode ses souliers, un long poème contre les socialistes.
Le 16 août 1851, ayant adressé au ministre de la Guerre de nombreuses lettres pour retrouver son ancien poste, il est muté à Mostaganem, où il arrive en septembre. Dans cette ville, il retrouve son ancien ami Ausone de Chancel, qui y occupe les fonctions de sous-préfet. Nommé par décret maire de Blad-Touaria, nouvelle colonie agricole située près de Mostaganem, il se révèle excellent administrateur mais, victime des idées romantiques qui ne l'ont jamais quitté, il emploie aussi bien les deniers publics que les siens pour sauver ses administrés de la faim et des fièvres. Le 18 juin 1852, il perd ses fonctions de maire, Blad-Touaria devenant l'annexe d'Aboukir. Le 21 juin 1853, Chancel est muté à Blida et remplacé par le vicomte de Gantès, qui prend la défense de Borel quand le préfet d'Oran, Louis Majorel, critique ses rapports — Jules Claretie affirme que la plus grande partie était faite en vers. Le 7 septembre, une amende de 85 francs est prononcée contre Borel pour négligence dans l'établissement de documents statistiques. Le 7 janvier 1854, Borel adresse à Gantès une lettre de 16 pages dans laquelle il se défend contre les reproches de Majorel et envoie une copie au ministre. Majorel ayant envoyé à son tour le 24 janvier une lettre au ministre pour se plaindre des agissements de Borel, le ministre invite, le 23 mars, le préfet à punir Borel en lui retenant cinq jours d'appointements. À partir de cette date, Gantès change d'attitude, faisant montre d'une franche hostilité à l'égard de Borel.
En janvier 1855, en l'absence de Gantès, parti en métropole, Borel écrit Comme quoi toute collaboration est rendue impossible pour l'inspecteur de la colonisation de Mostaganem par M. de Gantès, sous-préfet de l'arrondissement, et par son bureau de colonisation, adressé au sous-préfet par intérim, au préfet Majorel et au ministre de la Guerre. Cette lettre contenant des accusations de malversations à l'encontre de Gantès, le ministre décide le 23 mars de procéder à une enquête, menée par le comte de Dax en mai et juin. Celle-ci blanchissant Gantès et donnant tous les torts à Borel, celui-ci lui adresse le 12 juin une longue lettre pour se défendre. Il n'en est pas moins révoqué définitivement le 27 août.
Installé alors sur ses terres comme simple colon, Borel s'épuise dans des travaux agricoles. En avril 1856, Gantès est rétrogradé, nommé sous-préfet à Philippeville et remplacé par M. Otten, qui deviendra l'ami de Borel. En décembre, Pétrus apprend à son frère Borel que Gabrielle attend un enfant, Aldéran-André-Pétrus-Bénoni, qui voit le jour le 14 avril 1857, peu après la mort, le 21 janvier, de Marie-Antoinette Claye, folle depuis 1852. Pour se délasser, il écrit quelques poèmes de circonstances pour les filles du sous-préfet Otten, le dernier étant adressé à Gabrielle Otten le 5 juillet 1858.
Le 17 juillet 1859, Borel meurt, sans doute à la suite d'une insolation.
Il connaît une gloire posthume grâce aux surréalistes et à André Breton qui sortirent de l'oubli des œuvres qui leur semblaient révolutionnaires.
Il est considéré aujourd'hui comme le représentant par excellence du frénétisme.

## Jugements d'auteurs
- Théophile Gautier : « Une individualité pivotale autour de laquelle les autres s'implantent et gravitent. » (Histoire du romantisme, 1872)
- Charles Baudelaire : « Il y a des noms qui deviennent proverbes et adjectifs. Quand un petit journal veut, en 1859, exprimer tout le dégoût et le mépris que lui inspire une poésie ou un roman d’un caractère sombre et outré, il lance le mot : Pétrus Borel ! et tout est dit. Le jugement est prononcé, l’auteur est foudroyé. Pétrus Borel, ou Champavert le Lycanthrope, auteur de Rhapsodies, de Contes immoraux et de Madame Putiphar, fut une des étoiles du sombre ciel romantique. […] Sans Pétrus Borel, il y aurait une lacune dans le Romantisme. […] Pour moi, j'avoue sincèrement, quand même j'y sentirais un ridicule, que j'ai toujours eu quelque sympathie pour ce malheureux écrivain dont le génie manqué, plein d'ambition et de maladresse, n'a su produire que des ébauches minutieuses, des éclairs orageux, des figures dont quelque chose de trop bizarre… altère la native grandeur. »[12]
- Tristan Tzara : « La Lycanthropie de Pétrus Borel n'est pas une attitude d'esthète, elle a des racines profondes dans le comportement social du poète […] qui prend conscience de son infériorité dans le rang social et de sa supériorité dans l'ordre moral. »[13]
- André Breton : « Le style de l'écrivain, auquel s'applique comme à aucun autre l'épithète « frénétique » et son orthographe attentivement baroque, semblent bien tendre à provoquer chez le lecteur une résistance relative à l'égard de l'émotion même qu'on veut lui faire éprouver, résistance basée sur l'extrême singularisation de la forme et faute de laquelle le message par trop alarmant de l'auteur cesserait d'être perçu. »[14]
- Louis Aragon : « Il paraît que j'ai de la condescendance pour les poètes mineurs. Et pourtant par là on entend Pétrus Borel, ce colosse. »[15]
- Claude Mesplède : « Certains de ces textes par leur veine frénétique et baroque, leur tonalité de révolte et leur noirceur permettent de citer Borel parmi les précurseurs du récit criminel »[16]

## Publications
- Rapsodies, poésies, 1832, (texte en ligne).
- Rhapsodies, texte conforme à l'édition de 1832, édition de Jacques Carrier, Éditions Fougerouse, 2009.
- Champavert, contes immoraux, nouvelles, 1833, réédition Sulliver sous le titre Champavert, le lycanthrope, 1996 [lire en ligne].
- Daniel Defoe, Robinson Crusoé, traduction, 1833, (tomes 1 et 2).
- L'Obélisque de Louqsor, pamphlet, 1836 [lire en ligne].
- Madame Putiphar , roman, 1839, réédition Phébus.
- Pétrus Borel, escales à Lycanthropolis, anthologie de plusieurs textes courts (contes, articles de journaux, pamphlets…), édition établie par Hugues Béesau et Karine Cnudde avec un texte de clôture d'Olivier Rossignot, Le Vampire Actif, juin 2010.
- Le Trésor de la caverne d'Arcueil et autres récits, édition de Davy Pernet, Éditions Fougerouse, 2014.
- Œuvres poétiques et romanesques, édition de Michel Brix, Paris, Sandre, 2017.